# VM i landevejscykling 2020 – Linjeløb (damer)
Damernes linjeløb ved VM i landevejscykling 2020 blev afholdt den 26. september 2020 i Imola, Italien. Løbet blev vundet af hollandske Anna van der Breggen.

## Hold og ryttere
| Landshold (41)- Holland - Italien - Tyskland - Australien - USA - Danmark - Storbritannien - Polen - Spanien - Belgien - Frankrig - New Zealand - Cuba - Slovenien - Canada - Ukraine - Sydafrika - Rusland - Norge - Sverige - Luxembourg - Hviderusland - Litauen - Schweiz - Ungarn - Slovakiet - Tjekkiet - Island - Estland - Colombia - Trinidad og Tobago - Israel - Mexico - Usbekistan - Japan - Chile - Letland - Argentina - Etiopien - Marokko - Østrig |
| |

### Danske ryttere
- Cecilie Uttrup Ludwig
- Amalie Dideriksen
- Birgitte Krogsgaard
- Julie Leth
- Pernille Mathiesen
- Emma Norsgaard Jørgensen

## Resultater
| \| Samlede stilling \| Samlede stilling \| Samlede stilling \| Samlede stilling \| Samlede stilling \| \| Rytter \| Rytter \| Hold \| Tid \| \| \| ---------------- \| --------------------------- \| ---------------- \| ---------------- \| ---------------- \| \| 1. \| Anna van der Breggen \| Holland \| 4t 09' 57" \| \| \| 2. \| Annemiek van Vleuten \| Holland \| + 1' 20" \| \| \| 3. \| Elisa Longo Borghini \| Italien \| + 1' 20" \| \| \| 4. \| Marianne Vos \| Holland \| + 2' 01" \| \| \| 5. \| Liane Lippert \| Tyskland \| + 2' 01" \| \| \| 6. \| Lizzie Deignan \| Storbritannien \| + 2' 01" \| \| \| 7. \| Katarzyna Niewiadoma \| Polen \| + 2' 01" \| \| \| 8. \| Cecilie Uttrup Ludwig \| Danmark \| + 2' 41" \| \| \| 9. \| Lisa Brennauer \| Tyskland \| + 3' 08" \| \| \| 10. \| Marlen Reusser \| Schweiz \| + 3' 08" \| \| \| 11. \| Lauren Stephens \| USA \| + 3' 08" \| \| \| 12. \| Chantal van den Broek-Blaak \| Holland \| + 3' 08" \| \| \| 13. \| Audrey Cordon-Ragot \| Frankrig \| + 3' 08" \| \| \| 14. \| Eugenia Bujak \| Slovenien \| + 3' 08" \| \| \| 15. \| Niamh Fisher-Black \| New Zealand \| + 3' 08" \| \| \| 16. \| Rasa Leleivytė \| Litauen \| + 3' 08" \| \| \| 17. \| Urša Pintar \| Slovenien \| + 3' 08" \| \| \| 18. \| Mavi García \| Spanien \| + 3' 08" \| \| \| 19. \| Ellen van Dijk \| Holland \| + 3' 08" \| \| \| 20. \| Évita Muzic \| Frankrig \| + 3' 08" \| \| |                             |                |            |
| |                             |                |            |
| Kilde: ProCyclingStats |                             |                |            |
| Samlede stilling |                             |                |            |
| Rytter | Rytter                      | Hold           | Tid        |
| 1. | Anna van der Breggen        | Holland        | 4t 09' 57" |
| 2. | Annemiek van Vleuten        | Holland        | + 1' 20"   |
| 3. | Elisa Longo Borghini        | Italien        | + 1' 20"   |
| 4. | Marianne Vos                | Holland        | + 2' 01"   |
| 5. | Liane Lippert               | Tyskland       | + 2' 01"   |
| 6. | Lizzie Deignan              | Storbritannien | + 2' 01"   |
| 7. | Katarzyna Niewiadoma        | Polen          | + 2' 01"   |
| 8. | Cecilie Uttrup Ludwig       | Danmark        | + 2' 41"   |
| 9. | Lisa Brennauer              | Tyskland       | + 3' 08"   |
| 10. | Marlen Reusser              | Schweiz        | + 3' 08"   |
| 11. | Lauren Stephens             | USA            | + 3' 08"   |
| 12. | Chantal van den Broek-Blaak | Holland        | + 3' 08"   |
| 13. | Audrey Cordon-Ragot         | Frankrig       | + 3' 08"   |
| 14. | Eugenia Bujak               | Slovenien      | + 3' 08"   |
| 15. | Niamh Fisher-Black          | New Zealand    | + 3' 08"   |
| 16. | Rasa Leleivytė              | Litauen        | + 3' 08"   |
| 17. | Urša Pintar                 | Slovenien      | + 3' 08"   |
| 18. | Mavi García                 | Spanien        | + 3' 08"   |
| 19. | Ellen van Dijk              | Holland        | + 3' 08"   |
| 20. | Évita Muzic                 | Frankrig       | + 3' 08"   |

## Startliste
| Holland NED | Holland NED                 | Holland NED |
| ----------- | --------------------------- | ----------- |
| Nr.         | Rytter                      | Placering   |
| 1           | Annemiek van Vleuten        | 2.          |
| 2           | Floortje Mackaij            | 92.         |
| 3           | Amy Pieters                 | 34.         |
| 4           | Chantal van den Broek-Blaak | 12.         |
| 5           | Anna van der Breggen        | 1.          |
| 6           | Ellen van Dijk              | 19.         |
| 7           | Demi Vollering              | 35.         |
| 8           | Marianne Vos                | 4.          |

| Italien ITA | Italien ITA          | Italien ITA |
| ----------- | -------------------- | ----------- |
| Nr.         | Rytter               | Placering   |
| 9           | Marta Cavalli        | 33.         |
| 10          | Elena Cecchini       | DNF         |
| 11          | Tatiana Guderzo      | 45.         |
| 12          | Elisa Longo Borghini | 3.          |
| 13          | Erica Magnaldi       | 65.         |
| 14          | Soraya Paladin       | 67.         |
| 15          | Katia Ragusa         | 31.         |

| Tyskland GER | Tyskland GER   | Tyskland GER |
| ------------ | -------------- | ------------ |
| Nr.          | Rytter         | Placering    |
| 16           | Lisa Brennauer | 9.           |
| 17           | Kathrin Hammes | 101.         |
| 18           | Romy Kasper    | DNF          |
| 19           | Franziska Koch | 75.          |
| 20           | Mieke Kröger   | 99.          |
| 21           | Liane Lippert  | 5.           |
| 22           | Trixi Worrack  | DNF          |

| Australien AUS | Australien AUS   | Australien AUS |
| -------------- | ---------------- | -------------- |
| Nr.            | Rytter           | Placering      |
| 23             | Grace Brown      | 91.            |
| 24             | Brodie Chapman   | 32.            |
| 25             | Shara Marche     | DNF            |
| 26             | Lucy Kennedy     | 28.            |
| 27             | Rachel Neylan    | 51.            |
| 28             | Sarah Roy        | 68.            |
| 29             | Tiffany Cromwell | DNF            |

| USA USA | USA USA                 | USA USA   |
| ------- | ----------------------- | --------- |
| Nr.     | Rytter                  | Placering |
| 30      | Kristabel Doebel-Hickok | 29.       |
| 32      | Amber Neben             | 69.       |
| 33      | Coryn Rivera            | 37.       |
| 34      | Lauren Stephens         | 11.       |
| 35      | Tayler Wiles            | 26.       |
| 36      | Ruth Winder             | DNF       |

| Danmark DEN | Danmark DEN           | Danmark DEN |
| ----------- | --------------------- | ----------- |
| Nr.         | Rytter                | Placering   |
| 37          | Birgitte Krogsgaard   | DNF         |
| 38          | Amalie Dideriksen     | 90.         |
| 39          | Emma Norsgaard        | 61.         |
| 40          | Julie Leth            | 93.         |
| 41          | Cecilie Uttrup Ludwig | 8.          |
| 42          | Pernille Mathiesen    | DNF         |

| Storbritannien GBR | Storbritannien GBR | Storbritannien GBR |
| ------------------ | ------------------ | ------------------ |
| Nr.                | Rytter             | Placering          |
| 43                 | Elizabeth Banks    | 63.                |
| 44                 | Alice Barnes       | DNF                |
| 45                 | Hannah Barnes      | 36.                |
| 46                 | Lizzie Deignan     | 6.                 |
| 47                 | Anna Henderson     | 60.                |
| 48                 | Anna Shackley      | 25.                |

| Polen POL | Polen POL            | Polen POL |
| --------- | -------------------- | --------- |
| Nr.       | Rytter               | Placering |
| 49        | Małgorzata Jasińska  | 80.       |
| 50        | Karolina Kumięga     | 85.       |
| 51        | Marta Lach           | 48.       |
| 52        | Katarzyna Niewiadoma | 7.        |
| 53        | Anna Plichta         | DNF       |
| 54        | Katarzyna Wilkos     | DNF       |

| Spanien ESP | Spanien ESP            | Spanien ESP |
| ----------- | ---------------------- | ----------- |
| Nr.         | Rytter                 | Placering   |
| 55          | Sandra Alonso          | 98.         |
| 56          | Mavi García            | 18.         |
| 57          | Alicia González Blanco | 97.         |
| 58          | Sara Martín Martín     | 79.         |
| 59          | Gloria Rodríguez       | DNF         |
| 60          | Ane Santesteban        | 23.         |

| Belgien BEL | Belgien BEL        | Belgien BEL |
| ----------- | ------------------ | ----------- |
| Nr.         | Rytter             | Placering   |
| 61          | Valerie Demey      | 50.         |
| 62          | Mieke Docx         | 102.        |
| 63          | Lone Meertens      | 94.         |
| 64          | Ann-Sophie Duyck   | DNF         |
| 65          | Fien Van Eynde     | 100.        |
| 66          | Jesse Vandenbulcke | 53.         |

| Frankrig FRA | Frankrig FRA        | Frankrig FRA |
| ------------ | ------------------- | ------------ |
| Nr.          | Rytter              | Placering    |
| 67           | Audrey Cordon-Ragot | 13.          |
| 68           | Victorie Guilman    | 72.          |
| 69           | Juliette Labous     | 41.          |
| 70           | Sandra Levenez      | 27.          |
| 71           | Évita Muzic         | 20.          |

| New Zealand NZL | New Zealand NZL    | New Zealand NZL |
| --------------- | ------------------ | --------------- |
| Nr.             | Rytter             | Placering       |
| 72              | Niamh Fisher-Black | 15.             |
| 73              | Mikayla Harvey     | 22.             |
| 74              | Georgia Williams   | 46.             |

| Cuba CUB | Cuba CUB       | Cuba CUB  |
| -------- | -------------- | --------- |
| Nr.      | Rytter         | Placering |
| 75       | Arlenis Sierra | 39.       |

| Slovenien SLO | Slovenien SLO | Slovenien SLO |
| ------------- | ------------- | ------------- |
| Nr.           | Rytter        | Placering     |
| 76            | Urška Bravec  | DNF           |
| 77            | Eugenia Bujak | 14.           |
| 78            | Špela Kern    | 38.           |
| 79            | Urša Pintar   | 17.           |
| 80            | Urška Žigart  | 105.          |

| Canada CAN | Canada CAN           | Canada CAN |
| ---------- | -------------------- | ---------- |
| Nr.        | Rytter               | Placering  |
| 81         | Marie-Soleil Blais   | DNF        |
| 82         | Karol-Ann Canuel     | 66.        |
| 83         | Alison Jackson       | 30.        |
| 84         | Leah Kirchmann       | 59.        |
| 85         | Sara Poidevin        | 42.        |
| 86         | Magdeleine Vallieres | DNF        |

| Ukraine UKR | Ukraine UKR        | Ukraine UKR |
| ----------- | ------------------ | ----------- |
| Nr.         | Rytter             | Placering   |
| 87          | Julia Biryukova    | 78.         |
| 88          | Valerija Kononenko | DNF         |
| 89          | Jevhenija Vysotska | 57.         |

| Sydafrika RSA | Sydafrika RSA          | Sydafrika RSA |
| ------------- | ---------------------- | ------------- |
| Nr.           | Rytter                 | Placering     |
| 90            | Kerry Jonker           | DNF           |
| 91            | Ashleigh Moolman-Pasio | 56.           |

| Rusland RUS | Rusland RUS         | Rusland RUS |
| ----------- | ------------------- | ----------- |
| Nr.         | Rytter              | Placering   |
| 92          | Ajgul Garejeva      | 43.         |
| 93          | Diana Klimova       | 77.         |
| 94          | Marija Novolodskaja | 49.         |

| Norge NOR | Norge NOR             | Norge NOR |
| --------- | --------------------- | --------- |
| Nr.       | Rytter                | Placering |
| 95        | Katrine Aalerud       | 24.       |
| 96        | Susanne Andersen      | 70.       |
| 97        | Stine Borgli          | 71.       |
| 98        | Martine Gjøs          | DNF       |
| 99        | Ingrid Lorvik         | 89.       |
| 100       | Mie Bjørndal Ottestad | DNF       |

| Sverige SWE | Sverige SWE     | Sverige SWE |
| ----------- | --------------- | ----------- |
| Nr.         | Rytter          | Placering   |
| 101         | Julia Borgström | 104.        |
| 102         | Hanna Nilsson   | 52.         |
| 103         | Lisa Nordén     | DNF         |

| Luxembourg LUX | Luxembourg LUX    | Luxembourg LUX |
| -------------- | ----------------- | -------------- |
| Nr.            | Rytter            | Placering      |
| 104            | Nina Berton       | DNF            |
| 105            | Claire Faber      | DNF            |
| 106            | Christine Majerus | 62.            |

| Hviderusland BLR | Hviderusland BLR    | Hviderusland BLR |
| ---------------- | ------------------- | ---------------- |
| Nr.              | Rytter              | Placering        |
| 107              | Alena Amjaljusik    | DNF              |
| 108              | Anastasija Kolesava | 84.              |

| Litauen LTU | Litauen LTU       | Litauen LTU |
| ----------- | ----------------- | ----------- |
| Nr.         | Rytter            | Placering   |
| 109         | Olivija Baleišytė | 103.        |
| 110         | Akvilė Gedraitytė | DNF         |
| 111         | Rasa Leleivytė    | 16.         |

| Østrig AUT | Østrig AUT         | Østrig AUT |
| ---------- | ------------------ | ---------- |
| Nr.        | Rytter             | Placering  |
| 112        | Anna Kiesenhofer   | 44.        |
| 113        | Sarah Rijkes       | 86.        |
| 114        | Angelika Tazreiter | DNF        |

| Schweiz SUI | Schweiz SUI    | Schweiz SUI |
| ----------- | -------------- | ----------- |
| Nr.         | Rytter         | Placering   |
| 115         | Elise Chabbey  | 58.         |
| 116         | Melanie Maurer | 73.         |
| 117         | Marlen Reusser | 10.         |
| 118         | Noemi Rüegg    | 87.         |

| Ungarn HUN | Ungarn HUN      | Ungarn HUN |
| ---------- | --------------- | ---------- |
| Nr.        | Rytter          | Placering  |
| 119        | Blanka Kata Vas | 54.        |

| Slovakiet SVK | Slovakiet SVK    | Slovakiet SVK |
| ------------- | ---------------- | ------------- |
| Nr.           | Rytter           | Placering     |
| 120           | Tereza Medveďová | 95.           |

| Tjekkiet CZE | Tjekkiet CZE      | Tjekkiet CZE |
| ------------ | ----------------- | ------------ |
| Nr.          | Rytter            | Placering    |
| 121          | Jarmila Machačová | 76.          |
| 122          | Tereza Neumanová  | 74.          |
| 123          | Nikola Nosková    | 64.          |

| Island ISL | Island ISL                 | Island ISL |
| ---------- | -------------------------- | ---------- |
| Nr.        | Rytter                     | Placering  |
| 124        | Ágústa Edda Bjornsdóttir   | DNF        |
| 125        | Bríet Kristý Gunnarsdóttir | DNF        |
| 126        | Hafdís Sigurðardóttir      | DNF        |

| Estland EST | Estland EST | Estland EST |
| ----------- | ----------- | ----------- |
| Nr.         | Rytter      | Placering   |
| 127         | Mae Lang    | DNF         |

| Colombia COL | Colombia COL      | Colombia COL |
| ------------ | ----------------- | ------------ |
| Nr.          | Rytter            | Placering    |
| 128          | Daniela Atehortua | DNF          |
| 129          | Paula Patiño      | 55.          |
| 130          | Carolina Upegui   | 83.          |

| Trinidad og Tobago TTO | Trinidad og Tobago TTO | Trinidad og Tobago TTO |
| ---------------------- | ---------------------- | ---------------------- |
| Nr.                    | Rytter                 | Placering              |
| 131                    | Teniel Campbell        | 47.                    |

| Israel ISR | Israel ISR   | Israel ISR |
| ---------- | ------------ | ---------- |
| Nr.        | Rytter       | Placering  |
| 133        | Omer Shapira | 40.        |

| Mexico MEX | Mexico MEX             | Mexico MEX |
| ---------- | ---------------------- | ---------- |
| Nr.        | Rytter                 | Placering  |
| 134        | Maria Gaxiola          | DNF        |
| 135        | Ariadna Gutiérrez      | 81.        |
| 136        | Andrea Ramírez Fregoso | DNF        |
| 137        | Brenda Santoyo         | DNF        |

| Usbekistan UZB | Usbekistan UZB    | Usbekistan UZB |
| -------------- | ----------------- | -------------- |
| Nr.            | Rytter            | Placering      |
| 138            | Olga Sabelinskaja | DNS            |

| Japan JPN | Japan JPN    | Japan JPN |
| --------- | ------------ | --------- |
| Nr.       | Rytter       | Placering |
| 139       | Eri Yonamine | 21.       |

| Chile CHI | Chile CHI     | Chile CHI |
| --------- | ------------- | --------- |
| Nr.       | Rytter        | Placering |
| 140       | Catalina Soto | 96.       |

| Letland LAT | Letland LAT  | Letland LAT |
| ----------- | ------------ | ----------- |
| Nr.         | Rytter       | Placering   |
| 141         | Lija Laizāne | 82.         |

| Argentina ARG | Argentina ARG | Argentina ARG |
| ------------- | ------------- | ------------- |
| Nr.           | Rytter        | Placering     |
| 142           | Anabel Yapura | DNF           |

| Etiopien ETH | Etiopien ETH        | Etiopien ETH |
| ------------ | ------------------- | ------------ |
| Nr.          | Rytter              | Placering    |
| 143          | Eyeru Tesfoam Gebru | 88.          |

| Marokko MAR | Marokko MAR            | Marokko MAR |
| ----------- | ---------------------- | ----------- |
| Nr.         | Rytter                 | Placering   |
| 144         | Fatima Zahra El Hayani | DNF         |
| 145         | Siham Es Sad           | DNF         |

| Holland NED | Holland NED                 | Holland NED |
| ----------- | --------------------------- | ----------- |
| Nr.         | Rytter                      | Placering   |
| 1           | Annemiek van Vleuten        | 2.          |
| 2           | Floortje Mackaij            | 92.         |
| 3           | Amy Pieters                 | 34.         |
| 4           | Chantal van den Broek-Blaak | 12.         |
| 5           | Anna van der Breggen        | 1.          |
| 6           | Ellen van Dijk              | 19.         |
| 7           | Demi Vollering              | 35.         |
| 8           | Marianne Vos                | 4.          |

| Italien ITA | Italien ITA          | Italien ITA |
| ----------- | -------------------- | ----------- |
| Nr.         | Rytter               | Placering   |
| 9           | Marta Cavalli        | 33.         |
| 10          | Elena Cecchini       | DNF         |
| 11          | Tatiana Guderzo      | 45.         |
| 12          | Elisa Longo Borghini | 3.          |
| 13          | Erica Magnaldi       | 65.         |
| 14          | Soraya Paladin       | 67.         |
| 15          | Katia Ragusa         | 31.         |

| Tyskland GER | Tyskland GER   | Tyskland GER |
| ------------ | -------------- | ------------ |
| Nr.          | Rytter         | Placering    |
| 16           | Lisa Brennauer | 9.           |
| 17           | Kathrin Hammes | 101.         |
| 18           | Romy Kasper    | DNF          |
| 19           | Franziska Koch | 75.          |
| 20           | Mieke Kröger   | 99.          |
| 21           | Liane Lippert  | 5.           |
| 22           | Trixi Worrack  | DNF          |

| Australien AUS | Australien AUS   | Australien AUS |
| -------------- | ---------------- | -------------- |
| Nr.            | Rytter           | Placering      |
| 23             | Grace Brown      | 91.            |
| 24             | Brodie Chapman   | 32.            |
| 25             | Shara Marche     | DNF            |
| 26             | Lucy Kennedy     | 28.            |
| 27             | Rachel Neylan    | 51.            |
| 28             | Sarah Roy        | 68.            |
| 29             | Tiffany Cromwell | DNF            |

| USA USA | USA USA                 | USA USA   |
| ------- | ----------------------- | --------- |
| Nr.     | Rytter                  | Placering |
| 30      | Kristabel Doebel-Hickok | 29.       |
| 32      | Amber Neben             | 69.       |
| 33      | Coryn Rivera            | 37.       |
| 34      | Lauren Stephens         | 11.       |
| 35      | Tayler Wiles            | 26.       |
| 36      | Ruth Winder             | DNF       |

| Danmark DEN | Danmark DEN           | Danmark DEN |
| ----------- | --------------------- | ----------- |
| Nr.         | Rytter                | Placering   |
| 37          | Birgitte Krogsgaard   | DNF         |
| 38          | Amalie Dideriksen     | 90.         |
| 39          | Emma Norsgaard        | 61.         |
| 40          | Julie Leth            | 93.         |
| 41          | Cecilie Uttrup Ludwig | 8.          |
| 42          | Pernille Mathiesen    | DNF         |

| Storbritannien GBR | Storbritannien GBR | Storbritannien GBR |
| ------------------ | ------------------ | ------------------ |
| Nr.                | Rytter             | Placering          |
| 43                 | Elizabeth Banks    | 63.                |
| 44                 | Alice Barnes       | DNF                |
| 45                 | Hannah Barnes      | 36.                |
| 46                 | Lizzie Deignan     | 6.                 |
| 47                 | Anna Henderson     | 60.                |
| 48                 | Anna Shackley      | 25.                |

| Polen POL | Polen POL            | Polen POL |
| --------- | -------------------- | --------- |
| Nr.       | Rytter               | Placering |
| 49        | Małgorzata Jasińska  | 80.       |
| 50        | Karolina Kumięga     | 85.       |
| 51        | Marta Lach           | 48.       |
| 52        | Katarzyna Niewiadoma | 7.        |
| 53        | Anna Plichta         | DNF       |
| 54        | Katarzyna Wilkos     | DNF       |

| Spanien ESP | Spanien ESP            | Spanien ESP |
| ----------- | ---------------------- | ----------- |
| Nr.         | Rytter                 | Placering   |
| 55          | Sandra Alonso          | 98.         |
| 56          | Mavi García            | 18.         |
| 57          | Alicia González Blanco | 97.         |
| 58          | Sara Martín Martín     | 79.         |
| 59          | Gloria Rodríguez       | DNF         |
| 60          | Ane Santesteban        | 23.         |

| Belgien BEL | Belgien BEL        | Belgien BEL |
| ----------- | ------------------ | ----------- |
| Nr.         | Rytter             | Placering   |
| 61          | Valerie Demey      | 50.         |
| 62          | Mieke Docx         | 102.        |
| 63          | Lone Meertens      | 94.         |
| 64          | Ann-Sophie Duyck   | DNF         |
| 65          | Fien Van Eynde     | 100.        |
| 66          | Jesse Vandenbulcke | 53.         |

| Frankrig FRA | Frankrig FRA        | Frankrig FRA |
| ------------ | ------------------- | ------------ |
| Nr.          | Rytter              | Placering    |
| 67           | Audrey Cordon-Ragot | 13.          |
| 68           | Victorie Guilman    | 72.          |
| 69           | Juliette Labous     | 41.          |
| 70           | Sandra Levenez      | 27.          |
| 71           | Évita Muzic         | 20.          |

| New Zealand NZL | New Zealand NZL    | New Zealand NZL |
| --------------- | ------------------ | --------------- |
| Nr.             | Rytter             | Placering       |
| 72              | Niamh Fisher-Black | 15.             |
| 73              | Mikayla Harvey     | 22.             |
| 74              | Georgia Williams   | 46.             |

| Cuba CUB | Cuba CUB       | Cuba CUB  |
| -------- | -------------- | --------- |
| Nr.      | Rytter         | Placering |
| 75       | Arlenis Sierra | 39.       |

| Slovenien SLO | Slovenien SLO | Slovenien SLO |
| ------------- | ------------- | ------------- |
| Nr.           | Rytter        | Placering     |
| 76            | Urška Bravec  | DNF           |
| 77            | Eugenia Bujak | 14.           |
| 78            | Špela Kern    | 38.           |
| 79            | Urša Pintar   | 17.           |
| 80            | Urška Žigart  | 105.          |

| Canada CAN | Canada CAN           | Canada CAN |
| ---------- | -------------------- | ---------- |
| Nr.        | Rytter               | Placering  |
| 81         | Marie-Soleil Blais   | DNF        |
| 82         | Karol-Ann Canuel     | 66.        |
| 83         | Alison Jackson       | 30.        |
| 84         | Leah Kirchmann       | 59.        |
| 85         | Sara Poidevin        | 42.        |
| 86         | Magdeleine Vallieres | DNF        |

| Ukraine UKR | Ukraine UKR        | Ukraine UKR |
| ----------- | ------------------ | ----------- |
| Nr.         | Rytter             | Placering   |
| 87          | Julia Biryukova    | 78.         |
| 88          | Valerija Kononenko | DNF         |
| 89          | Jevhenija Vysotska | 57.         |

| Sydafrika RSA | Sydafrika RSA          | Sydafrika RSA |
| ------------- | ---------------------- | ------------- |
| Nr.           | Rytter                 | Placering     |
| 90            | Kerry Jonker           | DNF           |
| 91            | Ashleigh Moolman-Pasio | 56.           |

| Rusland RUS | Rusland RUS         | Rusland RUS |
| ----------- | ------------------- | ----------- |
| Nr.         | Rytter              | Placering   |
| 92          | Ajgul Garejeva      | 43.         |
| 93          | Diana Klimova       | 77.         |
| 94          | Marija Novolodskaja | 49.         |

| Norge NOR | Norge NOR             | Norge NOR |
| --------- | --------------------- | --------- |
| Nr.       | Rytter                | Placering |
| 95        | Katrine Aalerud       | 24.       |
| 96        | Susanne Andersen      | 70.       |
| 97        | Stine Borgli          | 71.       |
| 98        | Martine Gjøs          | DNF       |
| 99        | Ingrid Lorvik         | 89.       |
| 100       | Mie Bjørndal Ottestad | DNF       |

| Sverige SWE | Sverige SWE     | Sverige SWE |
| ----------- | --------------- | ----------- |
| Nr.         | Rytter          | Placering   |
| 101         | Julia Borgström | 104.        |
| 102         | Hanna Nilsson   | 52.         |
| 103         | Lisa Nordén     | DNF         |

| Luxembourg LUX | Luxembourg LUX    | Luxembourg LUX |
| -------------- | ----------------- | -------------- |
| Nr.            | Rytter            | Placering      |
| 104            | Nina Berton       | DNF            |
| 105            | Claire Faber      | DNF            |
| 106            | Christine Majerus | 62.            |

| Hviderusland BLR | Hviderusland BLR    | Hviderusland BLR |
| ---------------- | ------------------- | ---------------- |
| Nr.              | Rytter              | Placering        |
| 107              | Alena Amjaljusik    | DNF              |
| 108              | Anastasija Kolesava | 84.              |

| Litauen LTU | Litauen LTU       | Litauen LTU |
| ----------- | ----------------- | ----------- |
| Nr.         | Rytter            | Placering   |
| 109         | Olivija Baleišytė | 103.        |
| 110         | Akvilė Gedraitytė | DNF         |
| 111         | Rasa Leleivytė    | 16.         |

| Østrig AUT | Østrig AUT         | Østrig AUT |
| ---------- | ------------------ | ---------- |
| Nr.        | Rytter             | Placering  |
| 112        | Anna Kiesenhofer   | 44.        |
| 113        | Sarah Rijkes       | 86.        |
| 114        | Angelika Tazreiter | DNF        |

| Schweiz SUI | Schweiz SUI    | Schweiz SUI |
| ----------- | -------------- | ----------- |
| Nr.         | Rytter         | Placering   |
| 115         | Elise Chabbey  | 58.         |
| 116         | Melanie Maurer | 73.         |
| 117         | Marlen Reusser | 10.         |
| 118         | Noemi Rüegg    | 87.         |

| Ungarn HUN | Ungarn HUN      | Ungarn HUN |
| ---------- | --------------- | ---------- |
| Nr.        | Rytter          | Placering  |
| 119        | Blanka Kata Vas | 54.        |

| Slovakiet SVK | Slovakiet SVK    | Slovakiet SVK |
| ------------- | ---------------- | ------------- |
| Nr.           | Rytter           | Placering     |
| 120           | Tereza Medveďová | 95.           |

| Tjekkiet CZE | Tjekkiet CZE      | Tjekkiet CZE |
| ------------ | ----------------- | ------------ |
| Nr.          | Rytter            | Placering    |
| 121          | Jarmila Machačová | 76.          |
| 122          | Tereza Neumanová  | 74.          |
| 123          | Nikola Nosková    | 64.          |

| Island ISL | Island ISL                 | Island ISL |
| ---------- | -------------------------- | ---------- |
| Nr.        | Rytter                     | Placering  |
| 124        | Ágústa Edda Bjornsdóttir   | DNF        |
| 125        | Bríet Kristý Gunnarsdóttir | DNF        |
| 126        | Hafdís Sigurðardóttir      | DNF        |

| Estland EST | Estland EST | Estland EST |
| ----------- | ----------- | ----------- |
| Nr.         | Rytter      | Placering   |
| 127         | Mae Lang    | DNF         |

| Colombia COL | Colombia COL      | Colombia COL |
| ------------ | ----------------- | ------------ |
| Nr.          | Rytter            | Placering    |
| 128          | Daniela Atehortua | DNF          |
| 129          | Paula Patiño      | 55.          |
| 130          | Carolina Upegui   | 83.          |

| Trinidad og Tobago TTO | Trinidad og Tobago TTO | Trinidad og Tobago TTO |
| ---------------------- | ---------------------- | ---------------------- |
| Nr.                    | Rytter                 | Placering              |
| 131                    | Teniel Campbell        | 47.                    |

| Israel ISR | Israel ISR   | Israel ISR |
| ---------- | ------------ | ---------- |
| Nr.        | Rytter       | Placering  |
| 133        | Omer Shapira | 40.        |

| Mexico MEX | Mexico MEX             | Mexico MEX |
| ---------- | ---------------------- | ---------- |
| Nr.        | Rytter                 | Placering  |
| 134        | Maria Gaxiola          | DNF        |
| 135        | Ariadna Gutiérrez      | 81.        |
| 136        | Andrea Ramírez Fregoso | DNF        |
| 137        | Brenda Santoyo         | DNF        |

| Usbekistan UZB | Usbekistan UZB    | Usbekistan UZB |
| -------------- | ----------------- | -------------- |
| Nr.            | Rytter            | Placering      |
| 138            | Olga Sabelinskaja | DNS            |

| Japan JPN | Japan JPN    | Japan JPN |
| --------- | ------------ | --------- |
| Nr.       | Rytter       | Placering |
| 139       | Eri Yonamine | 21.       |

| Chile CHI | Chile CHI     | Chile CHI |
| --------- | ------------- | --------- |
| Nr.       | Rytter        | Placering |
| 140       | Catalina Soto | 96.       |

| Letland LAT | Letland LAT  | Letland LAT |
| ----------- | ------------ | ----------- |
| Nr.         | Rytter       | Placering   |
| 141         | Lija Laizāne | 82.         |

| Argentina ARG | Argentina ARG | Argentina ARG |
| ------------- | ------------- | ------------- |
| Nr.           | Rytter        | Placering     |
| 142           | Anabel Yapura | DNF           |

| Etiopien ETH | Etiopien ETH        | Etiopien ETH |
| ------------ | ------------------- | ------------ |
| Nr.          | Rytter              | Placering    |
| 143          | Eyeru Tesfoam Gebru | 88.          |

| Marokko MAR | Marokko MAR            | Marokko MAR |
| ----------- | ---------------------- | ----------- |
| Nr.         | Rytter                 | Placering   |
| 144         | Fatima Zahra El Hayani | DNF         |
| 145         | Siham Es Sad           | DNF         |